# Altenmarkt, Glodnica
Altenmarkt je naselje v Občini Glodnica v Okraju Šentvid ob Glini na Koroškem v Avstriji.